# OR2M7
OR2M7 (англ. Olfactory receptor family 2 subfamily M member 7) – білок, який кодується однойменним геном, розташованим у людей на короткому плечі 1-ї хромосоми.  Довжина поліпептидного ланцюга білка становить 312 амінокислот, а молекулярна маса — 34 902.
| 10         |  | 20         |  | 30         |  | 40         |  | 50         |
| ---------- |  | ---------- |  | ---------- |  | ---------- |  | ---------- |
| MAWENQTFNS |  | DFLLLGIFNH |  | SPTHTFLFFL |  | VLAIFSVAFM |  | GNSIMVLLIY |
| LDTQLHTPMY |  | FLLSQLSLMD |  | LMLICTTVPK |  | MAFNYLSGSK |  | SISMAGCATQ |
| IFFYISLLGS |  | ECFLLAVMSY |  | DRYTAICHPL |  | RYTNLMRPKI |  | CGLMTAFSWI |
| LGSTDGIIDA |  | VATFSFSYCG |  | SREIAHFCCD |  | FPSLLILSCN |  | DTSIFEEVIF |
| ICCIVMLVFP |  | VAIIITSYAR |  | VILAVIHMGS |  | GEGRRKAFTT |  | CSSHLMVVGM |
| YYGAGLFMCI |  | QPTSHHSPMQ |  | DKMVSVFYTI |  | VTPMLNPLIY |  | SLRNKEVTRA |
| LMKILGKGKS |  | GD         |  |            |  |            |  |            |

A: Аланін

C: Цистеїн

D: Аспарагінова кислота

E: Глутамінова кислота

F: Фенілаланін

G: Гліцин

H: Гістидин

I: Ізолейцин

K: Лізин

L: Лейцин

M: Метіонін

N: Аспарагін

P: Пролін

Q: Глутамін

R: Аргінін

S: Серин

T: Треонін

V: Валін

W: Триптофан

Кодований геном білок за функціями належить до рецепторів, g-білокспряжених рецепторів, білків внутрішньоклітинного сигналінгу. 
Задіяний у такому біологічному процесі як поліморфізм. 
Локалізований у клітинній мембрані.